# Allentown (Arizona)
Allentown è un centro abitato della contea di Apache, nell'Arizona. Ha un'altitudine stimata di 1 873 metri sul livello del mare.
Allentown iniziò ad esistere intorno al 1900 quando la ferrovia fu estesa a quel punto. La comunità prende il nome da Allan Johnson, un allevatore. Un ufficio postale chiamato Allantown fu istituito nel 1924 e rimase aperto fino al 1930.